# Ламалайн
Ламалайн (англ. Lamaline) — містечко в Канаді, у провінції Ньюфаундленд і Лабрадор.

## Населення
За даними перепису 2016 року, містечко нараховувало 267 осіб, показавши скорочення на 6,6%, порівняно з 2011-м роком. Середня густина населення становила 3,3 осіб/км².
З офіційних мов обидвома одночасно не володів жоден з жителів, тільки англійською — 265.
Працездатне населення становило 62,5% усього населення, рівень безробіття — 43,3% (57,1% серед чоловіків та 33,3% серед жінок). 83,3% осіб були найманими працівниками, а 16,7% — самозайнятими.

## Клімат
Середня річна температура становить 5,3°C, середня максимальна – 18,3°C, а середня мінімальна – -7,5°C. Середня річна кількість опадів – 1 382 мм.
| Клімат поселення                              | Клімат поселення | Клімат поселення | Клімат поселення | Клімат поселення | Клімат поселення | Клімат поселення | Клімат поселення | Клімат поселення | Клімат поселення | Клімат поселення | Клімат поселення | Клімат поселення | Клімат поселення |
| Показник                                      | Січ.             | Лют.             | Бер.             | Квіт.            | Трав.            | Черв.            | Лип.             | Серп.            | Вер.             | Жовт.            | Лист.            | Груд.            |                  |
| Середній максимум, °C                         | 0,20             | −0,6             | 1,72             | 5,88             | 9,83             | 13,79            | 16,05            | 18,29            | 15,70            | 11,02            | 6,72             | 2,37             |                  |
| Середня температура, °C                       | −3,23            | −4,02            | −1,7             | 2,47             | 6,42             | 10,37            | 13,30            | 15,53            | 12,91            | 8,29             | 3,99             | −0,4             |                  |
| Середній мінімум, °C                          | −6,67            | −7,48            | −5,12            | −0,98            | 3,00             | 6,94             | 10,53            | 12,78            | 10,18            | 5,51             | 1,21             | −3,13            |                  |
| Норма опадів, мм                              | 122              | 109              | 109              | 105              | 108              | 106              | 94               | 97               | 126              | 138              | 142              | 126              |                  |
| Середньомісячна швидкість вітру, м/с          | 9.19             | 8.49             | 7.88             | 6.80             | 5.70             | 5.10             | 4.86             | 5.10             | 5.99             | 7.03             | 8.00             | 8.88             |                  |
| Середньомісячна сонячна радіація, кДж/м²·день | 3843             | 6640             | 10900            | 14386            | 17668            | 19216            | 18521            | 16224            | 12542            | 7655             | 4360             | 3118             |                  |
| --------------------------------------------- | ---------------- | ---------------- | ---------------- | ---------------- | ---------------- | ---------------- | ---------------- | ---------------- | ---------------- | ---------------- | ---------------- | ---------------- | ---------------- |
| Джерело:                                      |                  |                  |                  |                  |                  |                  |                  |                  |                  |                  |                  |                  |                  |